# Francisco Fernandez de Cordoba, abbé de Rute
Francisco Fernández de Córdoba (Baena, 1565 ?, Rute, 26 juillet 1626) plus connu sous le nom d'abbé de Rute fut un éminent humaniste espagnol du Siècle d'or.
Ami du poète Luis de Góngora, originaire de Cordoue, il s'illustra en tant que fervent défenseur de ce poète et de son grand poème les Solitudes.

## Biographie

### Origines familiales
Il est né à Baena, duché de sa famille. Descendant de l'illustre famille des Fernández de Córdoba et de son glorieux ancêtre, don Gonzalo Fernández de Córdoba (1453- 1515), premier duc de Sessa, appelé Grand Capitaine en récompense de sa vaillance au combat, il était le petit-fils de don Pedro de Córdoba, le frère du gendre du Grand Capitaine, Chevalier de l'Ordre de Saint-Jacques et Maestresala de l'Impératrice Reine doña Isabel. Don Pedro de Córdoba épousa une dame portugaise, doña Felipa Enríquez. Le couple donna naissance à don Luis Fernández de Córdoba, père de l'abbé de Rute.
Du mariage de son père avec doña Francisca de Córdoba sont nés deux enfants, demi-frères de l'abbé de Rute. Quant à lui, il était le fils illégitime de don Luis et de María de la Cruz, originaire de Baena y au service de celui-ci. Une fois Francisco Fernández de Córdoba né, sa mère s'en alla vivre dans un monastère de Cordoue, sur ordre de don Luis Fernández de Córdoba. Cependant, l'abbé parle avec enthousiasme de son père, qui fut, lui aussi, un vaillant écuyer, aux côtés de don Juan d' Autriche, à la bataille de Lépante.
Ses ancêtres paternels se sont distingués par leur bravoure au combat et par leur rôle de constructeurs, en particulier dans la ville de Grenade où fut édifié le Monastère de Saint Jérôme pour honorer la mémoire du Grand Capitaine. L'histoire familiale et l'histoire locale ont marqué le travail intellectuel de l'abbé de Rute, dans son Historia de la ciudad de Córdoba y origen de la Casa de Alcaudete et dans l' Inventario del Archivo capitular de la Catedral de Córdoba.

### Formation et charges ecclésiastiques
Le père de l'abbé de Rute gérait la demeure familiale à Grenade, ainsi qu'une ferme à la Zubia. Il fit construire une autre maison à Loja, ainsi que la chapelle de Saint François, à Grenade qu'il laissa inachevée. Mise à part la chapelle édifiée plus tard, les lieux précédemment cités furent probablement ceux que fréquentait le jeune don Francisco, à Grenade. Son amitié avec Luis de Góngora remontrait à ces années de jeunesse lorsque Gongora visita pour la première fois la ville de Grenade.

### Séjour à Rome 1590-1604?
À Rome, Francisco Fernández de Córdoba faisait partie des serviteurs de don Antonio Fernández de Córdoba, 5e duc de Sessa, son cousin au second degré et ambassadeur espagnol au Saint-Siège du 21 juin 1590 à 1604. Lors de son séjour à Rome, F. Fernández de Córdoba approfondit ses connaissances en littérature italienne et latine et assista aux polémiques littéraires, comme celle qui s'était déroulée autour du Pastor fido de Giovanni Battista Guarini, en 1586-1594.

### Charges ecclésiastiques
La charge de l'abbaye de Rute faisait partie du patrimoine familial et entrait dans la succession du 5e duc de Sessa. Son second fils, don Fernando de Córdoba, jouissait du titre de Abad Mayor et Seigneur de Rute ainsi que des bénéfices abbatiaux. Ainsi, grâce à la protection du duc de Sessa, don Francisco reçut la charge d'abbé de Rute ainsi que le droit à la succession de don Fernando, Abad Mayor, et il partageait avec lui les fruits de l'abbaye fondée par les comtes de Cabra.
F. Fernández de Córdoba n'a jamais joui du titre complet d'abbé et, par conséquent, ni des rentes afférentes puisqu'il est décédé avant don Fernando de Córdoba. Mais, comme il était en même temps chanoine de la Cathédrale de Cordoue, comme Gongora lui-même, il recevait d'autres prébendes pour vivre.

### Fin de sa vie
Dans ses dernières années, don Francisco laissa de côté les questions littéraires et s'occupa de son travail d'historien dans son Historia de la ciudad de Córdoba y origen de la Casa de Alcaudete laissée inachevée. Il est décédé le 26 juillet 1626, à Rute.

## Œuvres
- Épitaphe latine pour le tombeau de l'évêque Pascual, 1607[7]
- Sonnet en langue toscane1608[8] ; dédié au livre Antigüedad y Excelencias de Granada, du Licenciado grenadin Francisco Bermúdez de Pedraza (1585- 1655), Madrid, ed. Luis Sánchez, 1608.
- Sonnet en langue espagnole, 1610 En F. Luque Fajardo, Relación de la Fiesta que se hizo en Sevilla a la Beatificación del glorioso San Ignacio..., Sevilla, 1610.
- De Arte Rhetorica dialogi quattuor, P. Francisci de Castro, ex Societate Iesu, Córdoba, ed. Cea Tesa, 1611 (Contribution à l'œuvre avec un sonnet en latin).
- Parecer de don Francisco de Córdoba acerca de las Soledades a instancia de su autor, 1614, Filología y crítica hispánica, Homenaje al Profesor F. Sánchez Escribano, ed. A. Porqueras Mayo y C. Rojas, Madrid, ed. Alcalá, Emory University, 1969, p. 187- 207.
- En torno a Góngora, ed. Angel Pariente, Madrid, ediciones Júcar, 1986, p. 25-49.
- Obras completas, Luis de Góngora, II, ed. A. Carreira, Madrid, Biblioteca Castro, 2000, p. 493-513.

Le 11 mai 1613, après la rédaction de la première Solitude, don Luis envoie une copie au Chroniqueur Royal, Pedro de Valencia, par l'intermédiaire du Corduan Pedro de Cárdenas et il lui demande son avis. L'humaniste lui répond le 30 juin avec des corrections que le poète a dû faire au cours de l'automne. On suppose que c'est à cette période que le poète demanda aussi son avis à son ami, Francisco Fernández de Córdoba. Le Parecer de l'abbé de Rute concerne la première Solitude ainsi que la deuxième, au moins jusqu'au vers 221.
- Francisci Fernandii de Cordova Cordubensis, Didascalia multiplex, Nunc primum in lucem emissa. Cum quinque indicibus necessariis, Lugduni, Sumptibus Horatij Cardon, 1615. Œuvre rédigée en latin qui se présente comme une compilation d'essais érudits traitant de thèmes aussi divers que la théorie littéraire (chap. XX et XXI en particulier)  et l'histoire naturelle, où l'abbé de Rute cherche à défendre un point de vue et pas seulement accumuler des connaissances[10].
- Apología del Sr Don Francisco por una décima del autor de las Soledades, ed. E. J. Gates, Documentos gongorinos, México D. F., Colegio de México, 1960, p. 146. Première réponse à l' Antidote de Jáuregui autour du terme apologizar.
- Examen del Antídoto, ed. Miguel Artigas, Don Luis de Góngora y Argote, biografía y estudio crítico, Madrid, RAE, 1925, p. 400-467. Discours apologétique, érudit et humoristique en faveur du grand poème des Solitudes de Gongora. L'abbé de Rute répond aux invectives de l' *Antídoto contra la pestilente poesía de las Soledades, de Juan de Jáuregui.
- Inventaire des archives du Chapitre de la cathédrale de Cordoue. La collection des actes capitulaires commence en 1442. Parmi les archivistes les plus marquants, le Ministère espagnol de la Culture mentionne Francisco Fernández de Córdoba[11].
- Francisco Fernández de Córdoba, Abad de Rute, Historia de la ciudad de Córdoba y origen de la Casa de Alcaudete, Fuente manuscrita, n.2077 Biblioteca Nacional
- Historia y descripción de la antigüedad y Descendencia de la Casa de Cordoua, Córdoba, Real Academia de Córdoba de Ciencias, Bellas Letras y Nobles Artes, 1954. Correspond à une publication du texte manuscrit précédent, cette Histoire a été publiée dans le Boletín de la Real Academia de Ciencias y Bellas Letras y Nobles Artes de Córdoba, LXXII (1955), (p.102 y ss).